# 波兹南亚当·密茨凯维奇大学
波兹南亚当·密茨凯维奇大学是位于波兰第五大城市、大波兰省首府波兹南的一所公立大学，校名为纪念波兰浪漫主义诗人亚当·密茨凯维奇，成立于1919年。
波兹南亚当·密茨凯维奇大学由四个分校区构成，下设五所专业学院、二十一个学科院系及一个独立建制的博士研究生院。

## 图鉴
- Collegium Minus
- Collegium Minus南侧
- Collegium Minus礼堂
- Collegium Iuridicum Novum - 法律与行政学院
- 地理和地质学院
- 数学和计算机科学学院
- 生物学院
- Collegium Polonicum in Słubice